# Edmond Tapsoba
Edmond Fayçal Tapsoba (Ouagadougou, 2 de fevereiro de 1999) é um futebolista burquinês que joga como defesa central. Atualmente defende o Bayer Leverkusen.

## Vida pessoal
Na infância, Tapsoba costumava faltar à escola para jogar futebol nas ruas. Já como profissional, passou a ser representado pelo ex-jogador Deco.
Em 2020, durante a pandemia de COVID-19, doou máscaras, luvas e álcool para um mercado na capital de Burquina Fasso.

## Carreira
Atuou por Salitas e US Ouagadougou em seu país, e entre 2017 e 2020 defendeu Leixões (não jogou nenhuma partida) e Vitória de Guimarães, onde rapidamente subiu da equipa B para a principal, tornando-se num dos defesas com mais golos pelo Vitória.
Em janeiro de 2020, assinou por 5 temporadas e meia com o Bayer Leverkusen por 20 milhões de euros (cerca de R$ 95 milhões), fazendo seu primeiro gol pelo clube apenas em fevereiro de 2021, contra o Augsburg.

## Carreira internacional
A primeira partida de Tapsoba pela seleção de Burquina Fasso foi em agosto de 2016, em um amistoso contra o Uzbequistão.
Convocado para a Copa das Nações Africanas de 2021, ficou de fora da estreia contra os Camarões, sendo substituído por Patrick Malo. Voltou à equipe na partida contra Cabo Verde, atuando em todos os minutos na campanha dos Garanhões no torneio desde então.

## Estilo de jogo
Comparado a Jérôme Boateng por sua velocidade, força, precisão nos passes e compostura, o defesa também é conhecido por sua habilidade em fazer gols (principalmente em cobranças de pênalti). Entre suas inspirações no futebol, citou John Stones, Virgil van Dijk e Per Mertesacker.

## Títulos
Bayer Leverkusen
- Bundesliga: 2023–24
- Copa da Alemanha: 2023–24
- Supercopa da Alemanha: 2024

### Prêmios individuais
- Defensor do Mês da Primeira Liga: Janeiro de 2020
- Seleção do Campeonato Africano das Nações: 2021